# 托纳
托纳，是西班牙加泰罗尼亚巴塞罗那省的一个市镇。总面积17平方公里，总人口6072人（2001年），人口密度357人/平方公里。